# Smeringochernes yapensis
Espèce
Smeringochernes yapensis est une espèce de pseudoscorpions de la famille des Chernetidae.

## Distribution
Cette espèce est endémique de l'État de Yap aux États fédérés de Micronésie. Elle se rencontre à Yap et Ulithi.

## Description
Smeringochernes yapensis mesure de 1,3 à 1,7 mm.

## Étymologie
Son nom d'espèce, composé de yap et du suffixe latin -ensis, « qui vit dans, qui habite », lui a été donné en référence au lieu de sa découverte, Yap.

## Publication originale
- Beier, 1957 : Pseudoscorpionida. Insects of Micronesia, vol. 3, p. 1-64 (texte intégral).